# Уильямспорт (Пенсильвания)
Уильямспорт (англ.  Williamsport) — город и административный центр округа Лайкоминг в штате Пенсильвания США.

## Описание
Административный центр округа Лайкоминг с 1796 года. Находится в северо-центральной Пенсильвании. Расположен на западном ответвлении реки Саскуэханна, напротив Саут-Уильямспорт, у подножия Аллеган, в 75 милях (121 км) к северу от Гаррисберга. До прибытия европейцев в этом районе проживали индейцы саскуэханноки. Основанное в 1795 году, поселение предположительно было названо в честь Уильяма Рассела, у которого была лодка, причаливающая на реке. Он стал центром лесозаготовок в 1860-х годах. Разразилась «война опилок» (1872 г.), когда рабочие добивались сокращения рабочего дня.

## Население
| 2010   | 2020    |
| ------ | ------- |
| 29 381 | ↘27 754 |